# Ядвіга Брауншвейг-Вольфенбюттельська
Йоганна Ядвіґа Брауншвейг-Вонфенбюттельська (нім. Johanna Hedwig von Braunschweig-Wolfenbüttel, 19 лютого 1595—25 березня 1650) — принцеса Брауншвейг-Вонфенбюттельська, дочка герцога Брауншвейг-Люнебурзького Генріха Юлія та Єлизавети Данської, дружина неправлячого герцога Померанського Ульріха, єпископа Камінна.

## Життєпис
Йоганна Ядвіґа народилась 19 лютого 1595 року у Вонфенбюттелі. Вона була четвертою дитиною та третьою донькою герцога Брауншвейг-Люнебурзького Генріха Юлія та його другої дружини Єлизавети Данської. У дівчинки були рідний старший брат Фрідріх Ульріх і сестри Софія Ядвіґа та Єлизавета, а також зведена сестра Доротея Ядвіґа. Згодом у Ядвіґи з'явилося ще шестеро рідних братів і сестер. 

Ядвіґу змальовували як красиву, сміливу та мудру жінку. 7 лютого 1619 року, за два тижні до свого 24-річчя, вона пошлюбилась із померанським герцогом Ульріхом. За рік до цього він став єпископом Камінна. Весілля відбувалось за присутності 16 правлячих німецьких князів. Нареченого історік Мартін Верманн описував як:«свіжого, молодого юнака, що тримається із люб'язною веселістю». Разом подружжя прожило три роки при дворі у місті Кьозлін. Шлюб був бездітним.  У жовтні 1622 року 33-річний Ульріх раптово помер від зловживань алкоголем. 

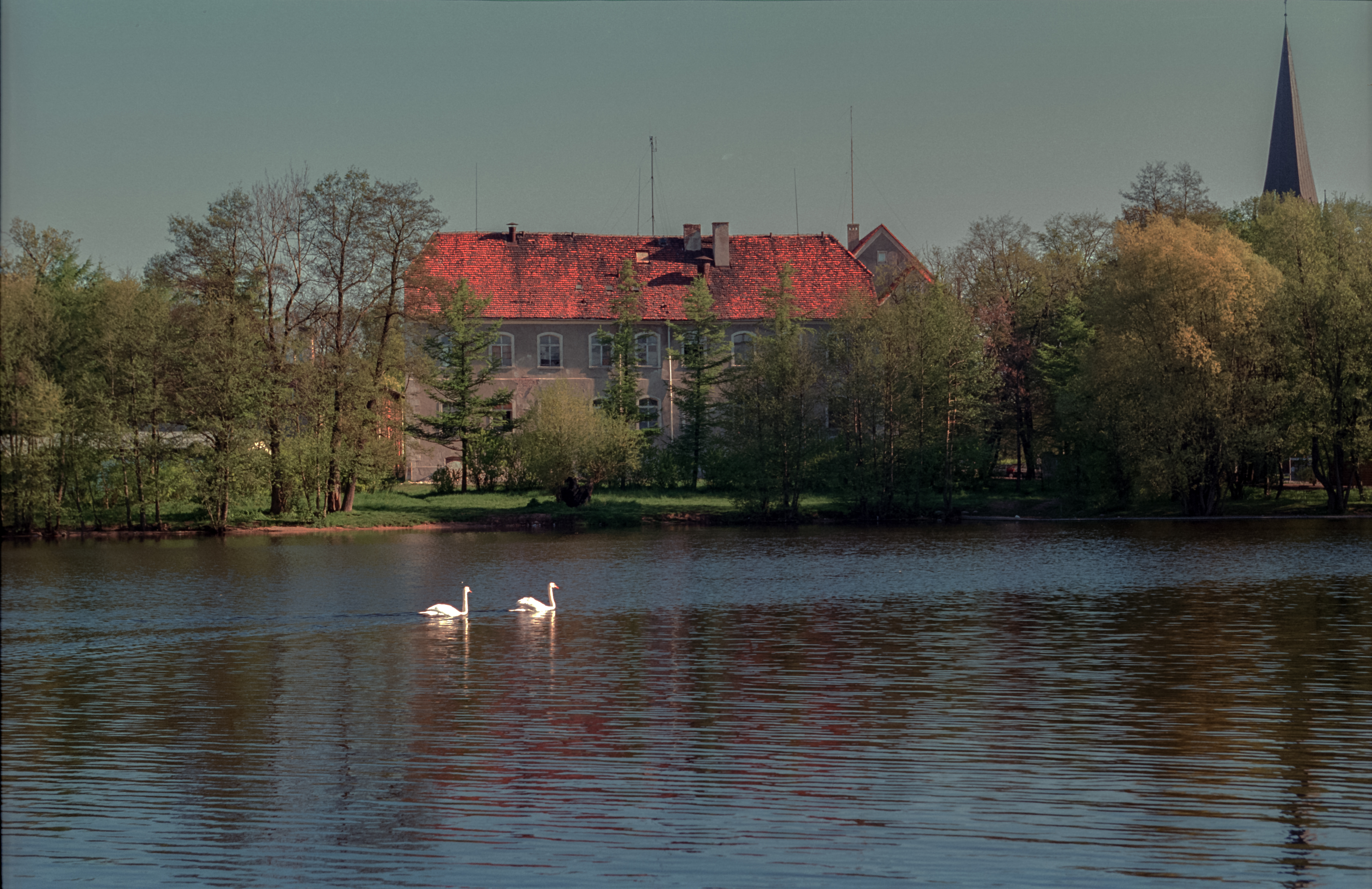
Резиденція померанських герцогів в Нойштетті

Після смерті чоловіка Ядвіґа переїхала до Нойштеттіну, що входив до її посагу. Там вона і прожила 28 років, не знімаючи траурного одягу. Свій час вона присвятила благодійності. Місцевій церкві вона жертвувала значні грошові суми та матеріальні об'єкти.
Герцогиня була талановитою лютністкою і складала церковні гімни. Можливо, саме вона є автором пісні «Auf, Zion auf, Tochter säume nicht». Ядвіґа пережила смерть всіх своїх братів і сестер, за виключенням молодшої, Анни Августи, та припинення династії Грифінів. Останнього герцога вона підтримувала матеріально під час лихоліть Тридцятирічної війни та епідемії чуми. Під час військової окупації Ядвіґа перебралася до Бубліц.
1640 року заснувала у Нойштеттіні школу, яку назвали її іменем: «Hedwigs-Gymnasium». 1650 року вона померла він віспи у 56-річному віці. Остаточно похована 1654 року у склепі померанських герцогів в Рюгенвальде.